# Folklor szkocki
Folklor szkocki  – folklor na terenie współczesnej Szkocji, obejmujący czasy od najwcześniejszych do współczesnych. Wielu folklorystów, zarówno naukowców, jak i amatorów opublikowało liczne publikacje związane z tym rejonem.

## Odmiany regionalne
Folklor szkocki  charakteryzuje się dość dużą różnorodnością. Wierzenia każdego rejonu różnią się od siebie. Przykładowo Highlands oraz szkockie wyspy są kulturowo bardzo zbliżone do celtyckiej mitologii, a Lowlands to tereny ukształtowane przez problemy ekonomiczne rejonu.

## Klany szkockie
Tradycyjnym elementem szkockiego folkloru jest system klanowy. Rodziny należą do klanów, które są swoistą wspólnotą rodową. Każdy z nich odznacza się między innymi wyjątkowym dla danej rodziny kolorem i wzorem kraty na kilcie.

## Céilidh
Słowo Céilidh początkowo oznaczało zebranie, lub przyjęcie. Dziś wykorzystywane jest przede wszystkim w odniesieniu do tradycyjnych spotkań tanecznych, organizowanych w Szkocji oraz Irlandii, zwykle w sobotnie i piątkowe wieczory. Przyjęcia tego typu nie mają określonego stroju, jednak zalecane jest założenie płaskiego obuwia oraz klita.

## Duchy i potwory w szkockim folklorze
W szkockim folklorze do dziś funkcjonują liczne duchy oraz innego rodzaju potwory. Najpopularniejszym z nich do dziś jest Potwór z Loch Ness, będący częstym motywem wykorzystywanym w popkulturze, którego legenda pojawiła się w okolicach lat 30. XX wieku. Dość znany jest także Mackenzie Poltergeist, duch Sir George’a Mackenzie, który był sprawcą jednych z najbardziej krwawych religijnych prześladowań w XVII wieku w Greyfriars Kirkyard. Często mówi się także o duchu Marii I Stuart, która wciąż podobno pojawia się w licznych zamkach i starych domach.